# Ecosistema humano

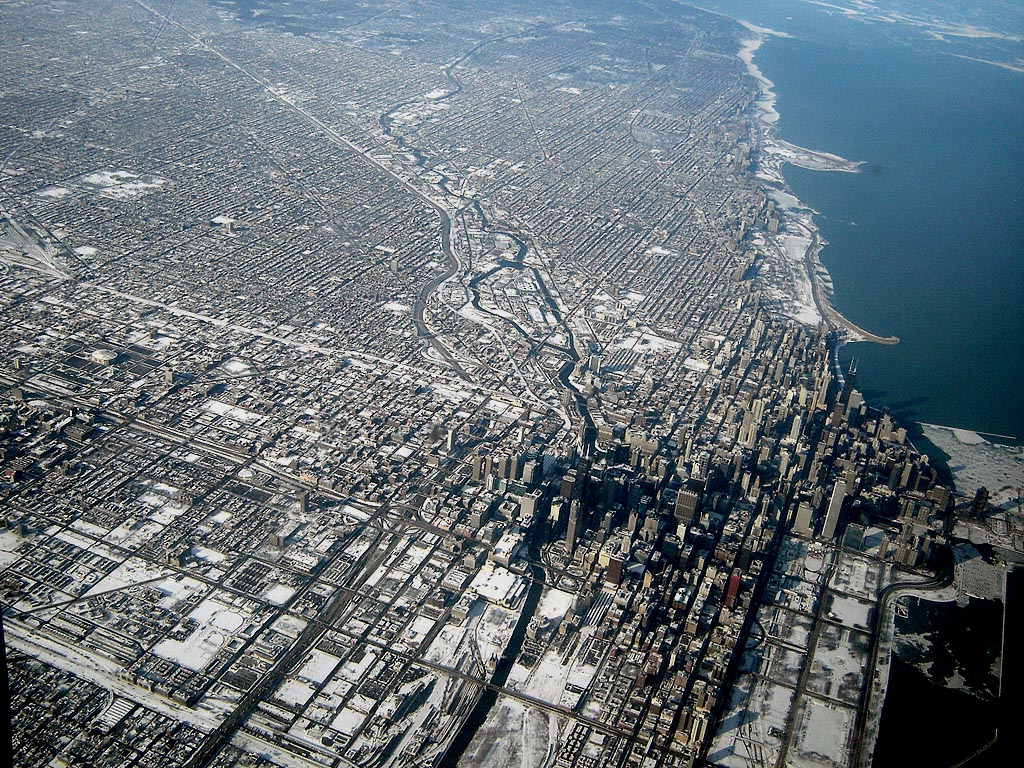
Una vista aérea de un ecosistema humano: la ciudad de Chicago.

Los ecosistemas humanos son sistemas complejos que están siendo utilizados cada vez con más frecuencia por antropólogos ecológicos y otros académicos para examinar los aspectos ecológicos de las comunidades humanas en una manera que integra múltiples factores tales como económicos, de organización sociopolítica, psicológicos y físicos relacionados con el entorno. Un ecosistema es un sitio  con seres vivos e inertes.
Un ecosistema humano tiene tres conceptos centrales: una unidad ambiental humana (un individuo o grupo de individuos), el entorno, y las interacciones y transacciones entre y dentro de los componentes. El ecosistema humano total (o tecnosfera) incluye tres ambientes conceptualmente distintos, pero interrelacionados: el natural, el construido por los seres humanos, y el del comportamiento humano. Estos entornos proporcionan los recursos y condiciones necesarias para la vida y constituyen un sistema capaz de soportar la vida.